# Rushall Olympic F.C.
Rushall Olympic FC là một câu lạc bộ bóng đá có trụ sở tại Rushall, Walsall, Anh. Đội bóng hiện thi đấu tại National League North.

## Danh hiệu
- Northern Premier League Division One South
  - Đội thắng trận Play-off mùa giải 2010–11
- Midland Alliance
  - Vô địch mùa giải 2004–05
- West Midlands (Regional) League Division One
  - Vô địch mùa giải 1979–80
- Walsall Senior Cup
  - Vô địch các mùa giải 1964–65, 1999–2000, 2008–09, 2010–11, 2011–12
- Staffordshire Senior Cup
  - Vô địch các mùa giải 2005–06, 2013–14, 2015–16

## Thống kê
- Thành tích tốt nhất tại hạng đấu: Xếp thứ 6t tại Premier League, Premier Division (Step 3) mùa giải 2012–13
- Thành tích tốt nhất tại FA Cup: Vòng loại thứ tư các mùa giải 2007–08, 2011–12, 2013–14
- Thành tích tốt nhất tại FA Trophy: Vòng một mùa giải 2012–13
- Thành tích tốt nhất tại FA Vase: Vòng năm mùa giải 2000–01